# Code inconnu
Pour plus de détails, voir Fiche technique et Distribution.
Code inconnu, également sous-titré Récit incomplet de divers voyages est un film franco-germano-autrichien réalisé par Michael Haneke, sorti en 2000.

## Synopsis
Paris, fin des années 1990. En sortant de chez elle, Anne, jeune comédienne, rencontre Jean, le frère de son ami, Georges. Ce dernier, reporter-photographe, est souvent absent. Son cadet n'avait aucune envie de reprendre la ferme familiale et est venu, sur un coup de tête, dans la capitale. Jean jette un emballage usagé dans les mains d'une mendiante assise au coin de la rue. Alors que la femme reste interloquée par ce geste, un passant, Amadou, interpelle le jeune homme pour qu'il s'excuse. La discussion dégénère rapidement, au point d'entraîner l'intervention de la police.

## Fiche technique

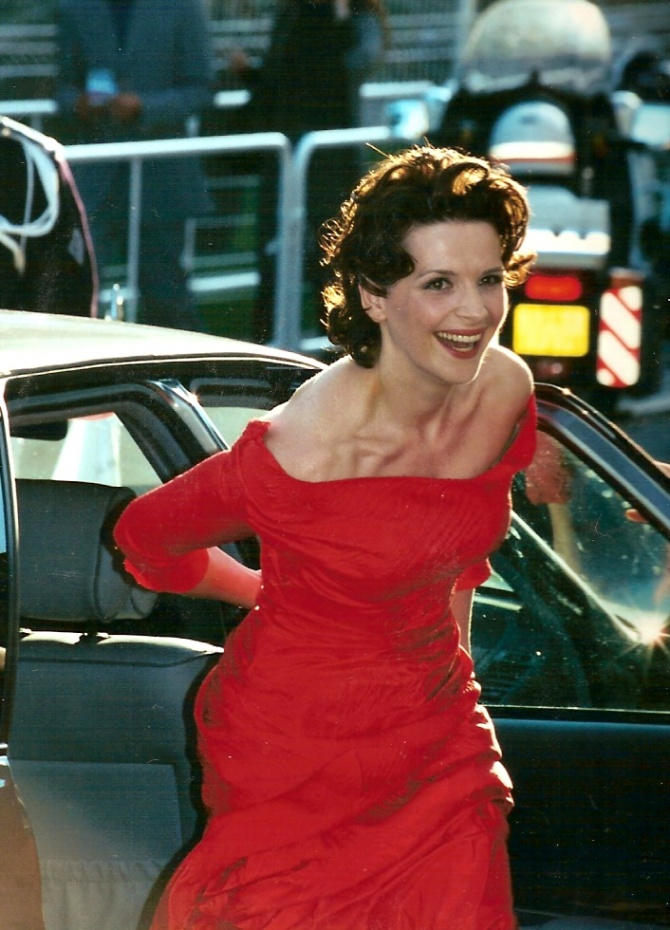
L'actrice principale Juliette Binoche pour la présentation du film au Festival de Cannes 2000.

- Titre : Code inconnu : Récit incomplet de divers voyages
- Réalisation : Michael Haneke
- Scénario et dialogues : Michael Haneke
- Production : Marin Karmitz et Alain Sarde
- Sociétés de productions : MK2 Productions, Les Films Alain Sarde, Arte France Cinéma, France 2 Cinéma, Bavaria Film
- Musique : Giba Gonçalves
- Photographie : Jürgen Jürges
- Montage : Karin Martusch et Andreas Prochaska
- Décors : Emmanuel de Chauvigny
- Costumes : Françoise Clavel et Gloria Papura
- Pays d'origine :  France -  Allemagne -  Roumanie
- Format : couleurs - 1,85:1 - Dolby - 35 mm
- Genre : drame
- Durée : 117 minutes
- Date de sortie : 15 novembre 2000

## Distribution
| - Juliette Binoche : Anne Laurent - Thierry Neuvic : Georges - Josef Bierbichler : Le paysan (Sepp Bierbichler) - Alexandre Hamidi : Jean - Maimouna Hélène Diarra : Aminate - Ona Lu Yenke : Amadou - Djibril Kouyaté : Le père - Luminița Gheorghiu : Maria - Crenguta Hariton : Irina (Crenguta Hariton Stoica) - Bob Nicolescu : Dragos - Bruno Todeschini : Pierre - Paulus Manker : Perrin - Didier Flamand : Le Directeur - Walid Afkir : Le jeune arabe (Walide Afkir) - Maurice Bénichou : Le vieil arabe - Carlo Brandt : Henri - Philippe Demarle : Paul - Marc Duret : Le Policier - Arsinée Khanjian : Francine - Florence Loiret Caille : L'amie d'Amadou - Nathalie Richard : Mathilde - Andrée Tainsy : Mme Becker - Elisabeth Marceul : Enfant - Melissande Zeddam : Enfant - Brandon Croteau : Enfant - Sonia Chauvelin : Enfant - Baptiste Gintzburger-Batle : Enfant - Sarah Agogue Tasse : Enfant - Alexandra Croteau : Enfant | - Jerome Ferreira : Enfant - Melanie Lhote : Enfant - José Marques : Enfant - Guessi Diakite-Goumdo : Salimata - Jean-Yves Chatelais : Propriétaire du magasin - Laurent Suire : Policier - Féodor Atkine : Voix de l'homme du taxi - Malick Bowens : Docteur - Ioan Marian Boris : Nicu - Monica Popa : Nuta - Ada Navrot : Florica - Giba Gonçalves : Professeur de Percussion - Dominique Douret : David - Tsuyu Shimizu : L'amie de David (Tsuyu Bridwell) - Antoine Mathieu : Serveur au restaurant - Constantin Barbulescu : Mihai Popa - Domeke Meite : Demba - Marany Fofana : Sœur de Youssouf - Aïssa Maïga : Fille noire avec des cheveux blond - Costel Cascaval : Homme dans le jardin - Sandu Mihai Gruia : Leader du groupe - Daniel Dublet : Oncle - Boris Napes : Père au cimetière - Isabelle Pietra : Mère au cimetière - Cristina Ioanidis : Tatiana - Ion Haiduc : Homme du Squat - Guillaume Morvilliers : Pierrot - Pascal Loison : Homme gai - Irina Lubtchansky : Aide Caméraman |

## Commentaires
Le film est librement inspiré de la vie de l'écrivain et reporter  de guerre Olivier Weber. La notion de « code inconnu » renvoie à la difficulté de communiquer, notion non pas traitée de façon abstraite ou philosophique, mais illustrée concrètement dans des scènes variées ; l'une des scènes les plus spectaculaires est peut-être celle d'une petite fille qui se déplace et joue bizarrement sur une estrade, action peu compréhensible pour le spectateur jusqu'à ce qu'un contrechamp nous montre les enfants sourd-muets qui constituent son public ; on peut penser aussi au voyageur revenant chez Anne et qui se heurte à un portail d'entrée à code, obligé de lui téléphoner et de repartir faute de réponse.